# SV Türk Gücü München
Der SV Türk Gücü München (türkisch „türkische Macht/Kraft“) war ein Fußballverein aus München und spielte von 1988 bis 1992 in der damals drittklassigen Bayernliga. Seit 2019 spielt der Nachfolgeverein des einstigen SV Türk Gücü unter dem Namen Türkgücü München, stieg 2019 in die Regionalliga auf und schaffte von dort den Durchmarsch in die 3. Liga.

## Geschichte
Um 1972 bildete eine Gruppe türkischer Migranten um Alaattin Candar und Ömer Ilciktay die Fußballmannschaft Türk Gücü München. Nach anfänglichen finanziellen und personellen Schwierigkeiten konnte 1975 jedoch finanzielle Unterstützung gewonnen werden und eine offizielle Vereinsgründung erfolgte.
Nach kontinuierlichem Aufbau gelang dem Verein 1988 mit dem Trainer Peter Grosser – 1966 Meisterspieler mit dem TSV 1860, der bereits 1981 die SpVgg Unterhaching in die damals drittklassige Bayernliga führte – der Aufstieg in eben jene Bayernliga, und somit als zweitem Migrantenverein nach Türkiyemspor Berlin der Aufstieg in die höchste Leistungsstufe für Amateurvereine. Bis zu 12.000 Zuschauer kamen dort zu den Derbys gegen den TSV 1860 München. Torwart Gerald Hillringhaus erzielte im September 1989 gegen den MTV Ingolstadt das deutsche Tor des Monats. Türk Gücü hielt sich vier Saisons bis 1992 in der Bayernliga und war in dieser Phase die dritte Kraft im Münchner Fußball. Ein weiterer Abstieg erfolgte 1996. 1998 hatte Türk Gücü als Zweiter der Landesliga noch einmal eine Chance zum Wiederaufstieg, scheiterte aber in den Qualifikationsspielen am Zweiten der Landesliga Mitte, den Amateuren des 1. FC Nürnberg.
2001 wurde der Verein nach Insolvenz aufgelöst. Als Gründe für den Niedergang werden oft der Verlust der starken türkischen Identität durch Einsatz von zahlreichen nicht-türkischen Spielern und das Aufkommen des Satellitenfernsehens angeführt, das die Spiele der großen türkischen Vereine wie Galatasaray, Fenerbahçe, Beşiktaş und weiteren live übertrug.
Als Nachfolgeverein entstand der Türkische SV 1975 München, der 2002 aus der Landesliga Süd abstieg. Vor Beginn der Saison 2009/10 fusionierte der Türkische SV mit dem SV Ataspor im Osten der Stadt. Die 1. Mannschaft des neuen Vereins, im Juni 2019 wiederum in Türkgücü München umbenannt, stieg zur Saison 2019/20 in die Regionalliga Bayern und 2020 in die 3. Liga auf.

## Bekannte Spieler
- Erhan Önal (beim Verein 1972–1973), das erste Kind türkischer Abstammung, das in der Bundesliga spielte.
- İlhan Mansız (1996–1997), ein türkischer Nationalspieler, erzielte bei der Fußball-Weltmeisterschaft 2002 ein Golden Goal gegen Senegal.
- Thomas Kristl (1987–1988) wechselte von Türk Gücü zum 1. FC Nürnberg in die Bundesliga. Später arbeitete er u. a. als Co-Trainer bei Hannover 96.
- Bernhard Winkler (1987–1988) spielte nach seinem Abgang bei Türk Gücü zehn Jahre beim TSV 1860 München.
- Savaş Koç (1984–1986) wechselte von Türk Gücü zu Galatasaray Istanbul, wo er in der 1. türkischen Liga spielte.
- Gerald Hillringhaus spielte bis von 1986 bis 1990 bei Türk Gücü, wurde bei einem Hallenturnier in der Olympiahalle zum besten Torhüter gewählt und wechselte dann zum FC Bayern München.
- Michael Probst (1991–1992) kam in der Zeit von 1995 bis 1997 in zwei Bundesligaspielen für den FC Bayern München zum Einsatz.
- Cacau, spielte dort in der Saison 2000/2001, wechselte dann zu den Amateuren des 1. FC Nürnberg und trat dort schnell für die Profis an, spielte bis 2014 beim VfB Stuttgart und erzielte ein Tor für Deutschland bei der WM 2010 in Südafrika. 23-facher Nationalspieler von Deutschland und von 2016 bis Januar 2021 Integrationsbeauftragter des DFB.
- Volkan Yaman (2001–2004) wechselte 2004 zu Antalyaspor in die 2. türkische Liga und stieg mit dem Verein 2006 in die 1. türkische Liga auf. Zur Saison 2007/08 wechselte er zu Galatasaray. Er absolvierte mehrere Spiele für die türkische Nationalmannschaft.

## Volleyball
1987/88 gab es bei Türk Gücü auch Bundesliga-Volleyball. Die Frauen mit den Nationalspielerinnen Danuta Niemietz, Nina Sawatzki und Michaela Luckner belegten 1988 den dritten Platz in der 1. Bundesliga. Die Männer um Nationalmannschafts-Zuspieler Gabor Csontos übernahmen den Bundesligaplatz vom TSV Ottobrunn und schafften den Klassenerhalt. Eine Saison später zog man sich wieder vom Volleyball zurück.